# Stadtmuseum Steyr

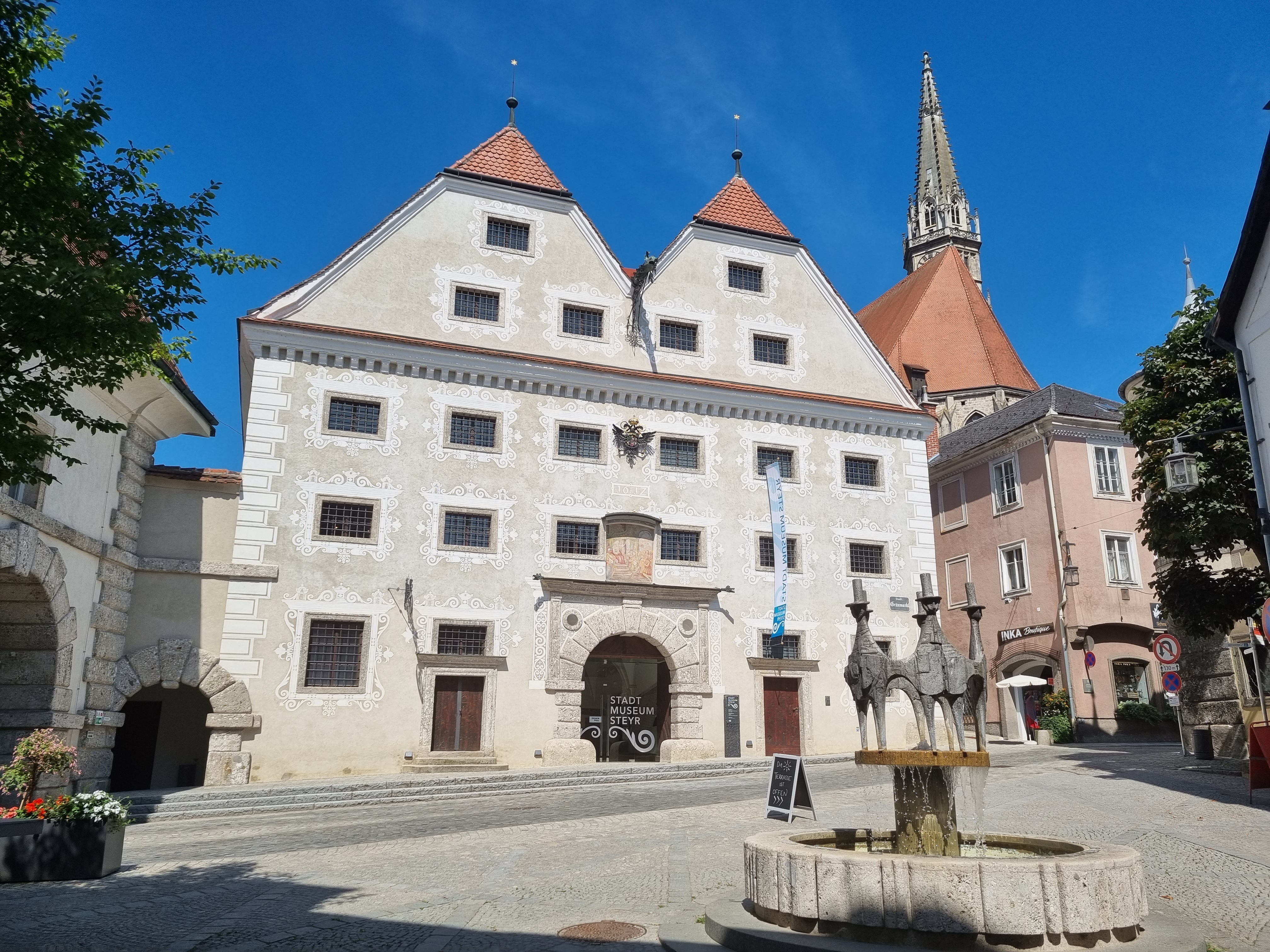
Das Stadtmuseum Steyr im Innerberger Stadel am Grünmarkt

Das Stadtmuseum Steyr am Grünmarkt 26 in Steyr in Österreich existiert seit 1913, seine Sammlungen befinden sich im Innerberger Stadel und im benachbarten Neutor. Alte Namen sind Heimathaus Steyr und Museum der Stadt Steyr. Die Gebäude wurden für die Oberösterreichische Landesausstellung 2021 renoviert, das Museum erhielt ein neues Konzept.

## Geschichte

### Speichergebäude
Die weitläufigen Lagerräume des Innerberger Stadels spiegeln seine ehemalige Nutzung wider. Steyr war im 16. und 17. Jahrhundert das Zentrum des Eisenhandels nördlich des steirischen Erzberges. Um die dort benötigten Lebensmittel einzulagern, errichtete die Stadt Anfang des 17. Jahrhunderts das Speichergebäude. 1628 erwarb die Innerberger Hauptgewerkschaft das Haus, worauf auch der Name zurückgeht. Fast 300 Jahre fand das Gebäude als Speicherbau Verwendung, bis es 1908 wieder in den Besitz der Stadt Steyr kam. Es sollte zugunsten eines neuen Postgebäudes abgebrochen werden. Dies konnte jedoch unter anderem durch den Leiter der „K.K. Zentralkommission für Denkmalpflege“, Thronfolger Franz Ferdinand, verhindert werden. 1913 wurde das leerstehende Gebäude als Heimathaus eingerichtet.

### Heimathaus

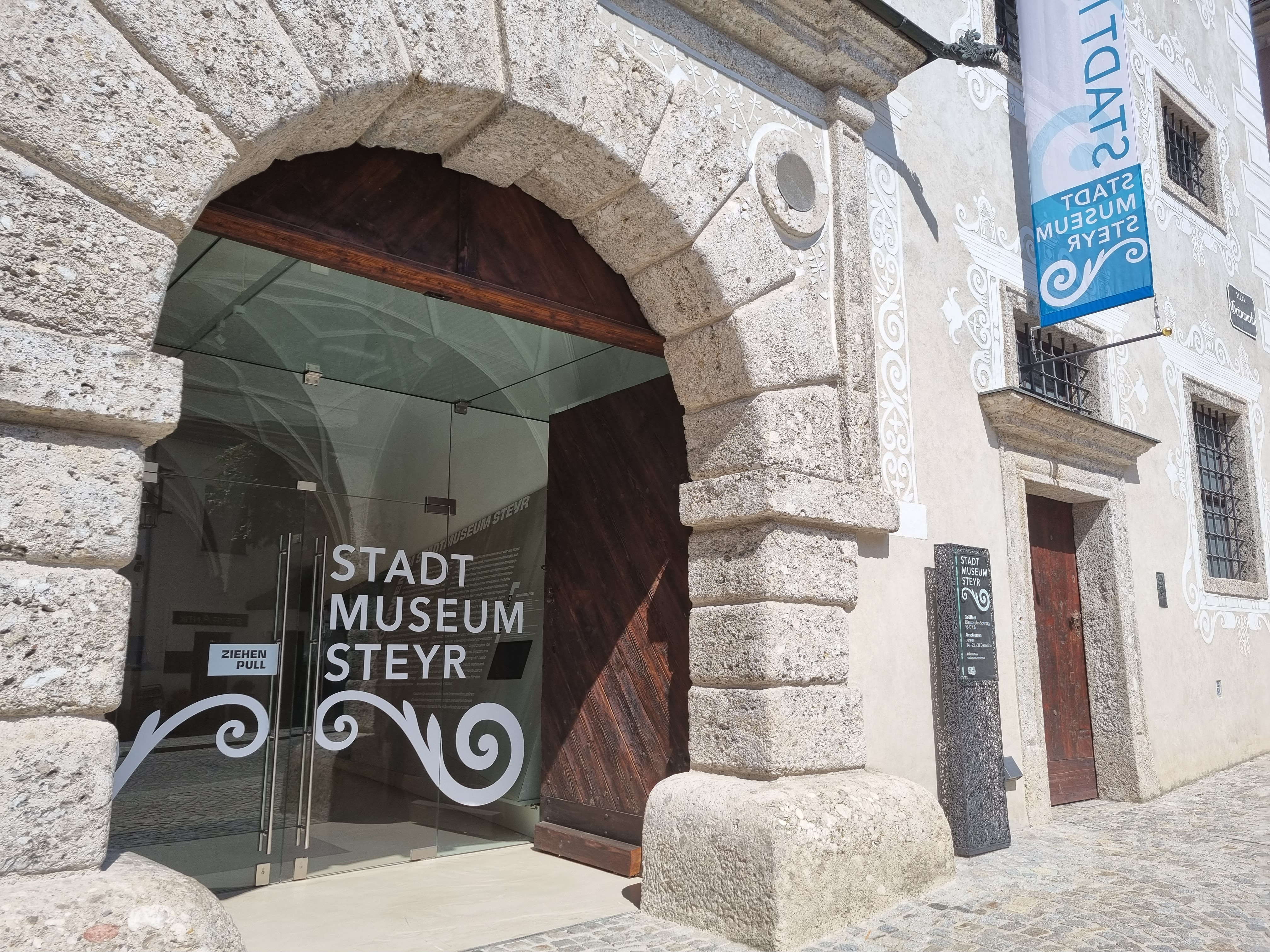
Eingang zum Stadtmuseum Steyr

Die Idee eines Stadtmuseums geht auf das Jahr 1884 zurück: Nach dem Ende der Elektrischen-, Landes-, Industrie-, Forst- und kulturhistorischen Ausstellung beschloss der Gemeinderat, die kulturhistorischen Gegenstände zu erwerben und weiterhin auszustellen. Drei Jahre später wurde auf Initiative von Bürgern die „Gesellschaft für Altertumsfreunde in Steyr“ gegründet, die langfristig die Errichtung eines eigenen Museums anstrebte. Zu einer ersten Ausstellung der von der Gesellschaft gesammelten Gegenstände kam es 1890 in der damaligen Bürgerschule. Erst mit der Übersiedelung in die Räumlichkeiten des Rathauses 1895 ist jedoch von einer Museumsgründung (Eröffnung 31. Mai 1895) zu sprechen, denn seither ist die Sammlung im Eigentum der Stadt. 1898 übersiedelte das Museum in die Industriehalle (heutiges Stadttheater), wo am 18. August die „Oberösterreichische Landesausstellung“ eröffnet wurde. Nach einem Gemeinderatsbeschluss vom 26. Juli 1912 stand der endgültige Ort im Innerberger Stadel fest. Eröffnung war am 25. Juli 1913. Seit 1913 befindet sich das Museum an seinem heutigen Standort im Innerberger Stadel.

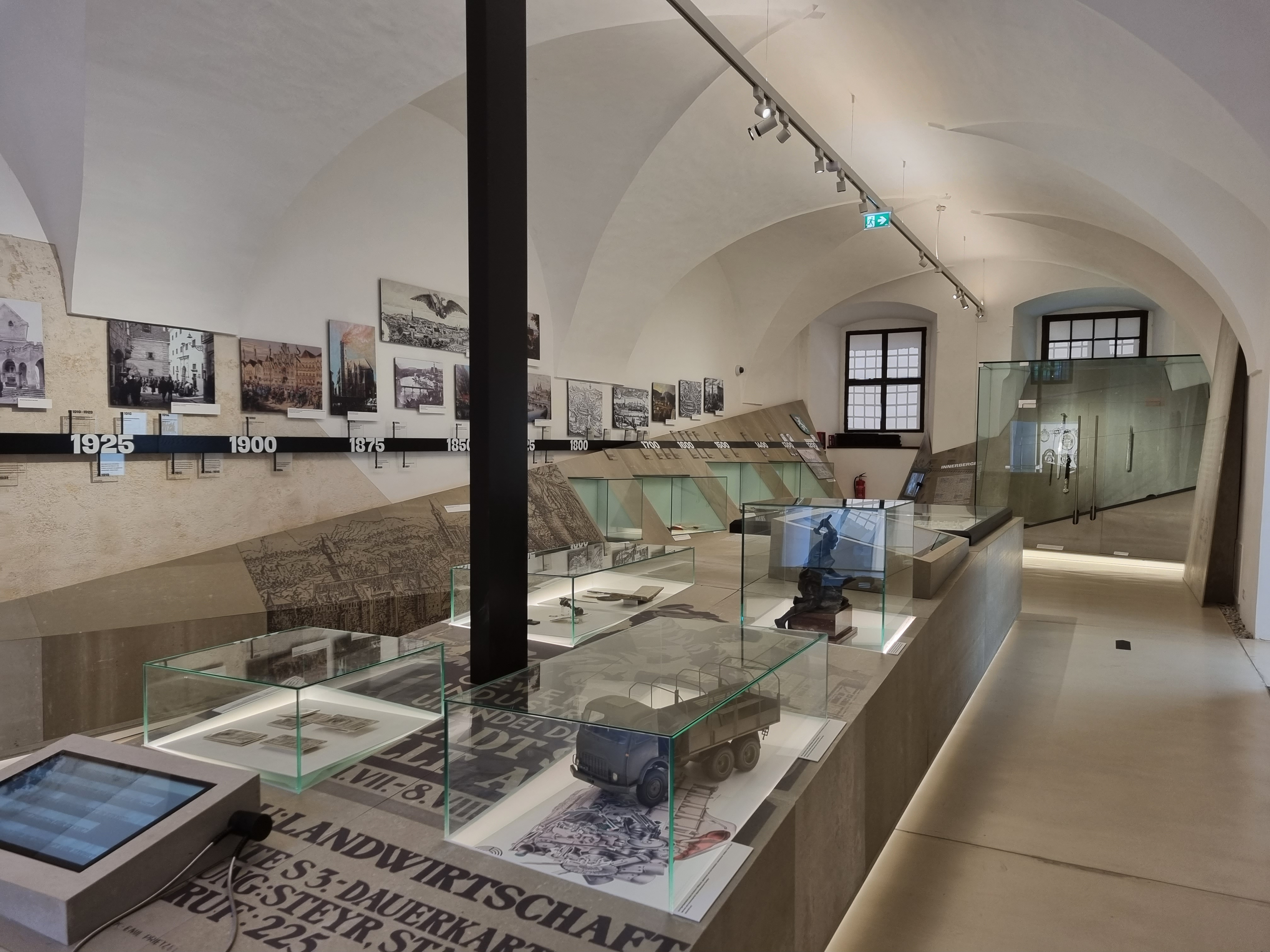
Der Stadtgeschichteraum gibt einen Überblick über die Geschichte und Topografie der Stadt Steyr.

1913 erwarb der Museumsverein 450 Stabpuppen aus seit der Mitte des 19. Jahrhunderts bestehenden Steyrer Wanderkrippen. Seit 1924 wird damit von Advent bis nach Dreikönig das Steyrer Kripperl bespielt, das sich ebenfalls im Innerberger Stadel befindet. Das Heimathaus wurde teilweise durch Schenkungen ausgestattet. Am bedeutendsten war die der Lambergschen „Puppensammlung“ durch Gräfin Anna Lamberg (-Werndl) im Jahr 1915. Die Jahre des Zweiten Weltkriegs brachten große Schäden mit sich. Nach umfangreichen Renovierungs- und Wiederaufbauarbeiten eröffnete das Haus jedoch am 14. Oktober 1947 wieder. Am 3. April 1950 beschloss die oberösterreichische Landesregierung ein Eisenmuseum, diesem stimmte der Steyrer Gemeinderat am 18. April 1950 zu. Eröffnet wurde am 29. Juli 1957. Der Sensenhammer hinter dem Heimatmuseum wurde von Josef Zeitlinger aus Leonstein (Gemeinde Grünburg) gestiftet. In einem Anbau des Innerberger Stadels, der den Zugang zum Sensenhammer bildete, befand sich die Petermandl’sche Messersammlung mit rund 500 Stücken aus Europa, Asien, Afrika und Amerika. Sie geht auf Anton Petermandl (1820–1901) zurück, der sie bereits 1882 der kk. Fachschule und Versuchsanstalt für Eisen- und Stahlindustrie in Stadt Steyr schenkte. Ab 4. Juni 1971 erweiterte das Heimathaus seine Bestände durch eine Vogelsammlung des Ornithologen Karl Steinparz in den Räumen des angrenzenden Neutors und 1973 durch eine Bauernschmiede aus Unter-Laussa.
Im Bestand der Petermandl’schen Messersammlung tauchten 2012 sechzig Samuraischwerter namhafter japanischer Schmiede auf. Sie stammen aus der Sammlung des Arztes Albrecht von Roretz  (1847–1884), der sie später Anton Petermandl vermachte. Sechs dieser Schwerter waren erstmals in der Sonderausstellung Messer & Schwerter im Innerberger Stadel zu sehen (7. Dezember 2013 bis 31. Mai 2014).

### Vom Heimathaus zum neuen Stadtmuseum

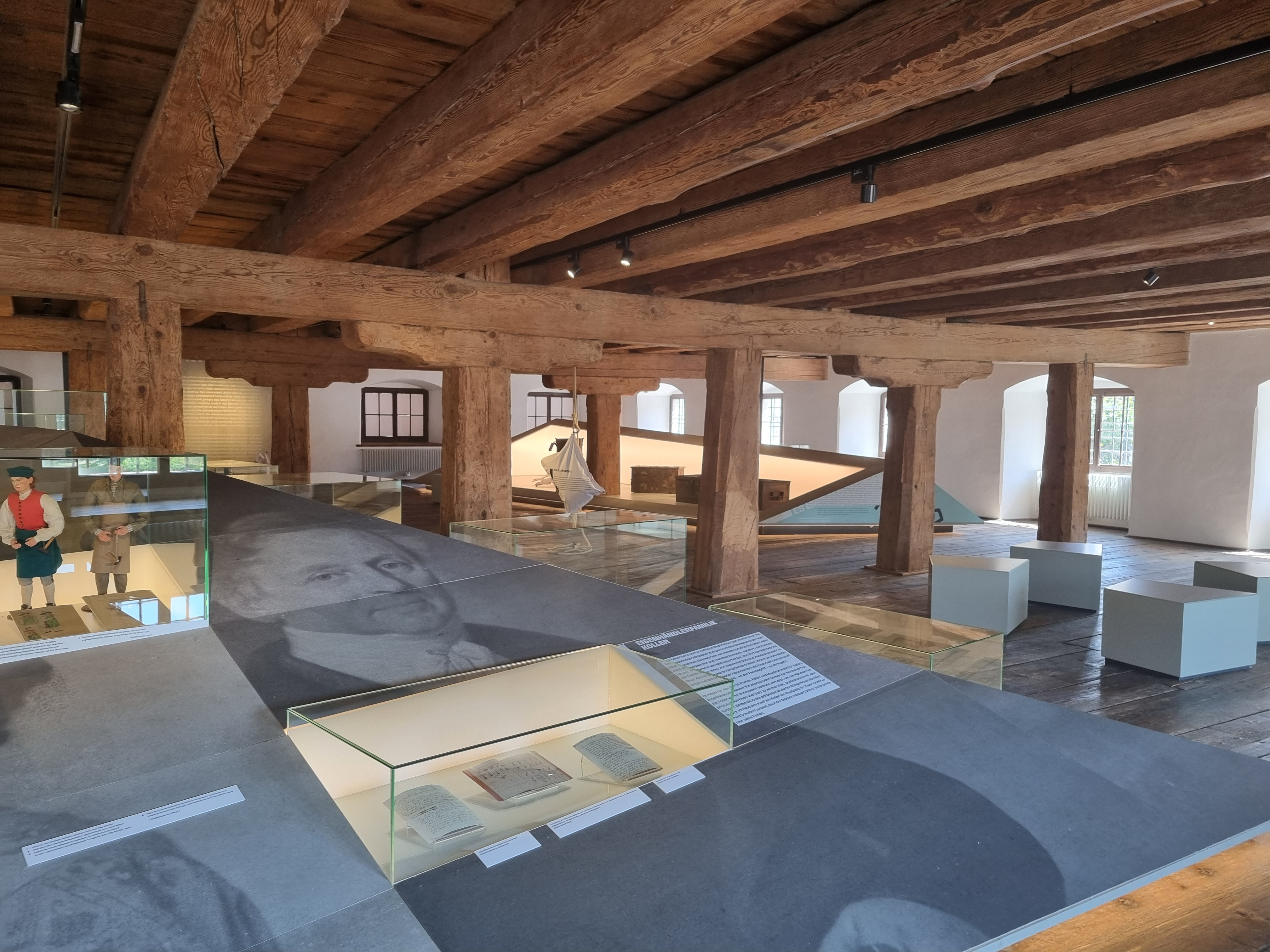
Im ersten Obergeschoß stehen bedeutende Steyrer Persönlichkeiten im Mittelpunkt.

Bis 2018 wurden im Eingangsbereich und im ersten Stock des Innerberger Stadels die „Volkskundliche Sammlung“ und die „Lamberg´schen Krippenfiguren“ präsentiert. Es gab Apothekergefäße aus dem neuzeitlichen Steyr, Hinterglasmalerei aus Sandl sowie diverses bäuerliches Mobiliar und dazwischen Kunstwerke des berühmten Stahlschnittmeisters Michael Blümelhuber. In einem Anbau befanden sich die bedeutende Petermandl’sche Messersammlung und eine Nagelschmiede. Dieser Anbau bildete den Zugang zu einem weiteren Nebengebäude mit dem Sensenhammer. Das Neutor beherbergte die ornithologische Sammlung von Karl Steinparz und den Waffensaal mit Exponaten zum Thema Werndl und Waffenfabrik. Die zum Großteil aus dem eigenen Fundus stammenden Exponate wurden für die Oberösterreichische Landesausstellung 2021 neu interpretiert. Sie erzählen jetzt die „Geschichte der Stadt Steyr und deren Bürger“. Die Besucher werden anhand eines „Roten Fadens“ durch die Ausstellung geführt, die durch informative Texte sowie durch Film- und Tonmaterial ergänzt wird. Interaktive Stationen lockern den Besuch auf.

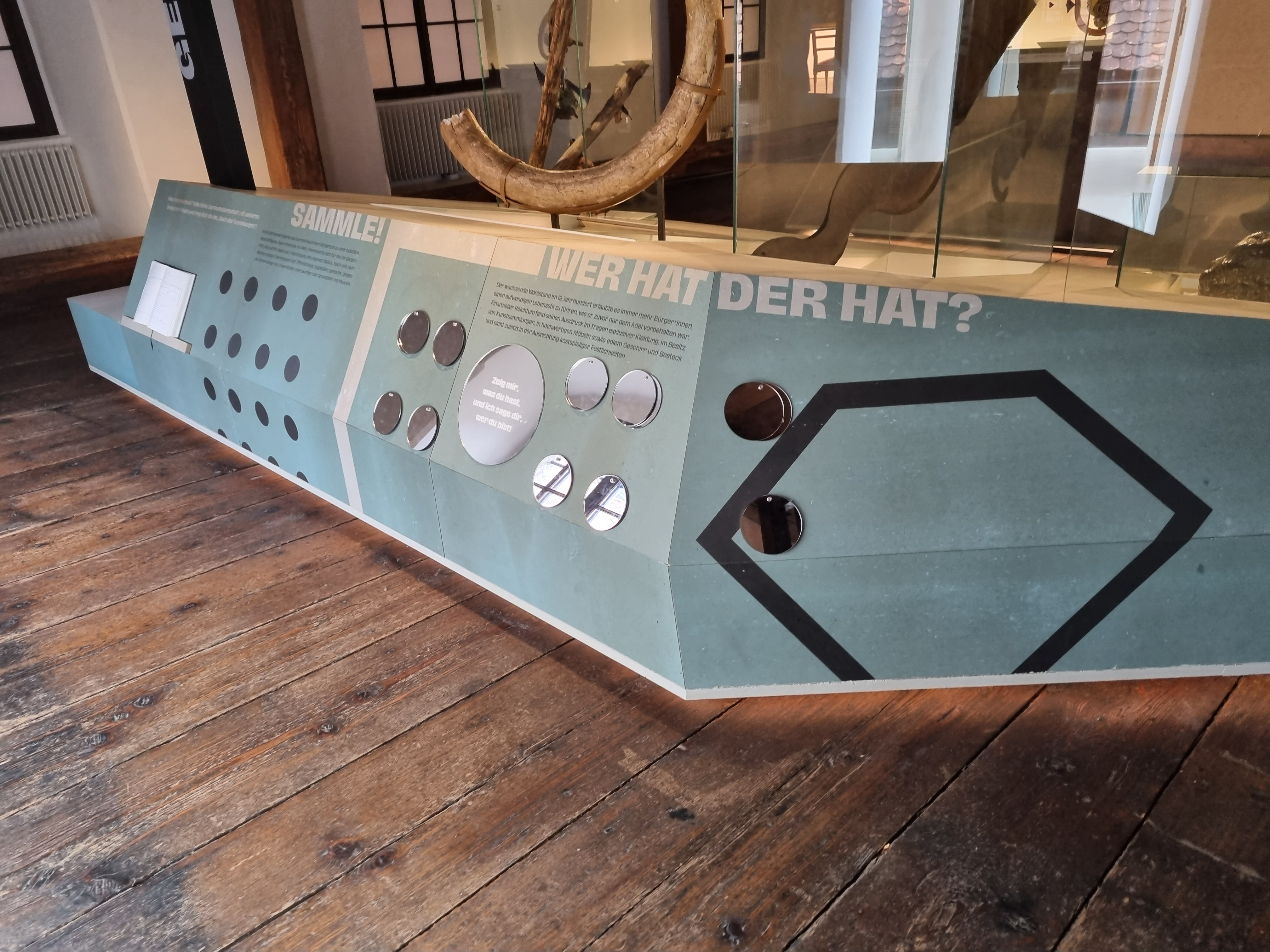
Mitmach-Stationen mit Spielen für Jugendliche und Erwachsene

Das Museum war neben Schloss Lamberg und dem Museum Arbeitswelt ein Schauplatz der Landesausstellung 2021 „Arbeit – Wohlstand – Macht“.

### Ausstellung über die Stadtgeschichte
Die Geschichte des Bürgertums, die Bedeutung des Eisenhandels für die Stadt Steyr sowie bedeutende Persönlichkeiten bleiben auch nach der Landesausstellung thematische Schwerpunkte. Die erfolgreiche Dauerausstellung wurde von Kuratorin Herta Neiß um die Geschichte der Familie Lamberg und um Kuriositäten aus dem Depot des Stadtmuseums, wie ein Mammutzahn, ergänzt. So ist auch ein kleiner Teil der Steinparz'schen Vogelsammlung wieder zurück im Haus. „Das Museum präsentiert eine Auswahl spannender, überraschender und widersprüchlicher Geschichten, die von der bewegten Vergangenheit Steyrs zeugen. Sie handeln von Hoffnungen, Sehnsüchten und Ängsten, von Fortschritt und Niederlagen, von Pioniergeist sowie Erfindungsreichtum“, so Kuratorin Herta Neiß. Es gibt zum besseren Verständnis Audioguides auf Deutsch und Englisch und öffentliche Führungen.

### Workshops

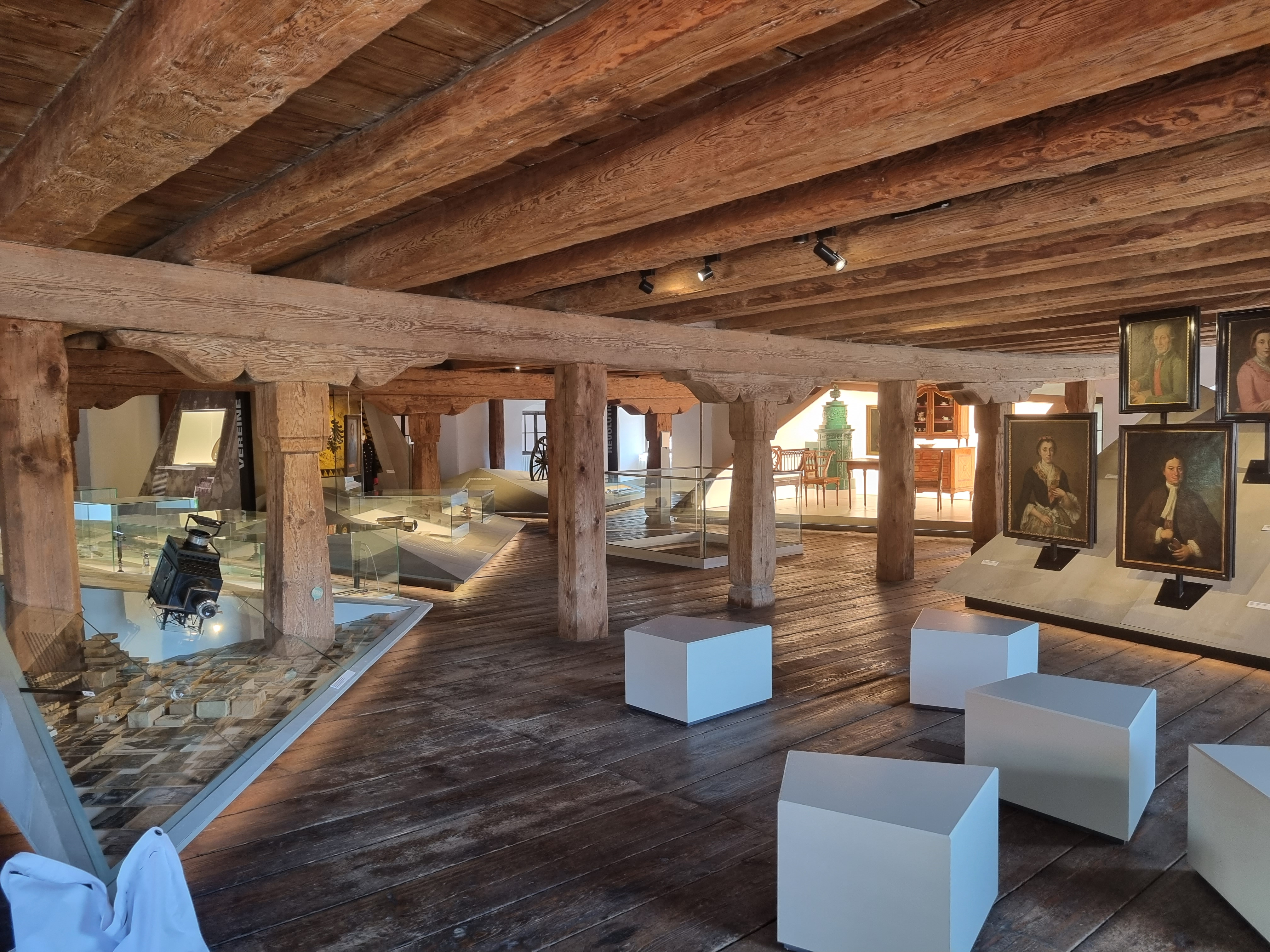
Das zweite Obergeschoß widmet sich der Welt des Steyrer Bürgertums.

Das Museum setzt einen Schwerpunkt auf Vermittlung. Es gibt zwei Programme speziell für Volksschulen: Im Programm rund um die Museumsgründerin Marianne Kautsch wird den Kindern vermittelt, wer diese Person war und sie erhalten Einblick in die Aufgabenbereiche des Museums. Im Volksschulprogramm „Eisenstadt Steyr“ geht es um die besondere Stellung der Stadt im Laufe der Geschichte. Themen sind die Herkunft des Eisens, seine Bedeutung für die Stadt und aus diesem Material hergestellte, hochwertige Produkte.
Für die Altersgruppe 10 bis 14 Jahre wird ein interaktiver Workshop angeboten. Themen sind die Aufgaben eines Museums und die Berufsgruppen, die gebraucht werden, damit eine Ausstellung zustande kommt. Dies wird in Kleingruppen bearbeitet und im Anschluss daran eine eigene Ausstellung erstellt und gemeinsam eröffnet.

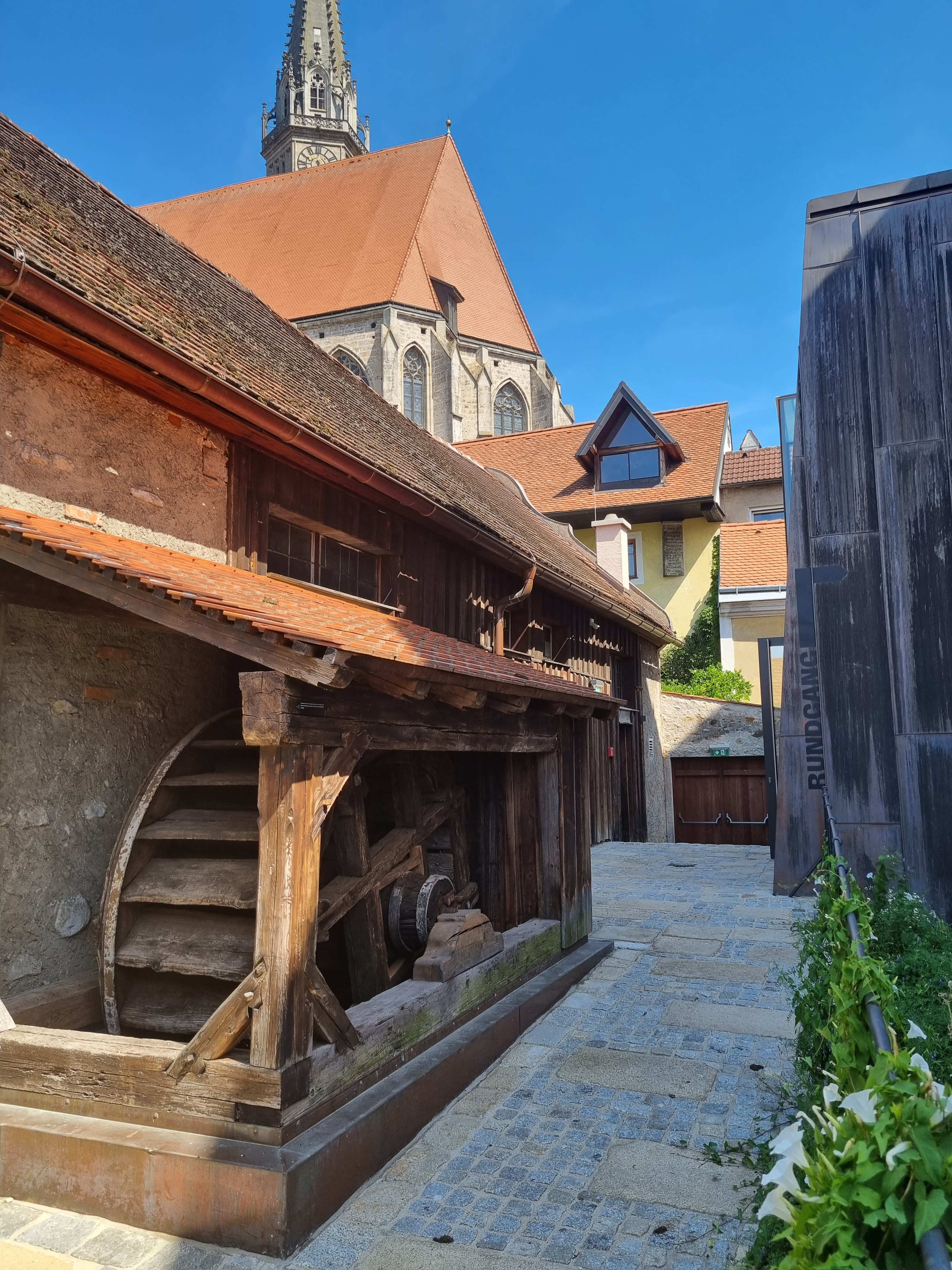
Zwischen der historischen Schmiede und dem Innerberger Stadel eröffnet sich ein besonderer Blick auf die Stadtpfarrkirche Steyr.

Ab 14 Jahren widmet sich das Vermittlungsprogramm „Erlebnis Original – Quellen erforschen, interpretieren und verstehen“, dem kritischen Umgang mit historischen und zeitgenössischen Quellen, also alten Urkunden bis hin zu Facebook-Posts und Tweets.

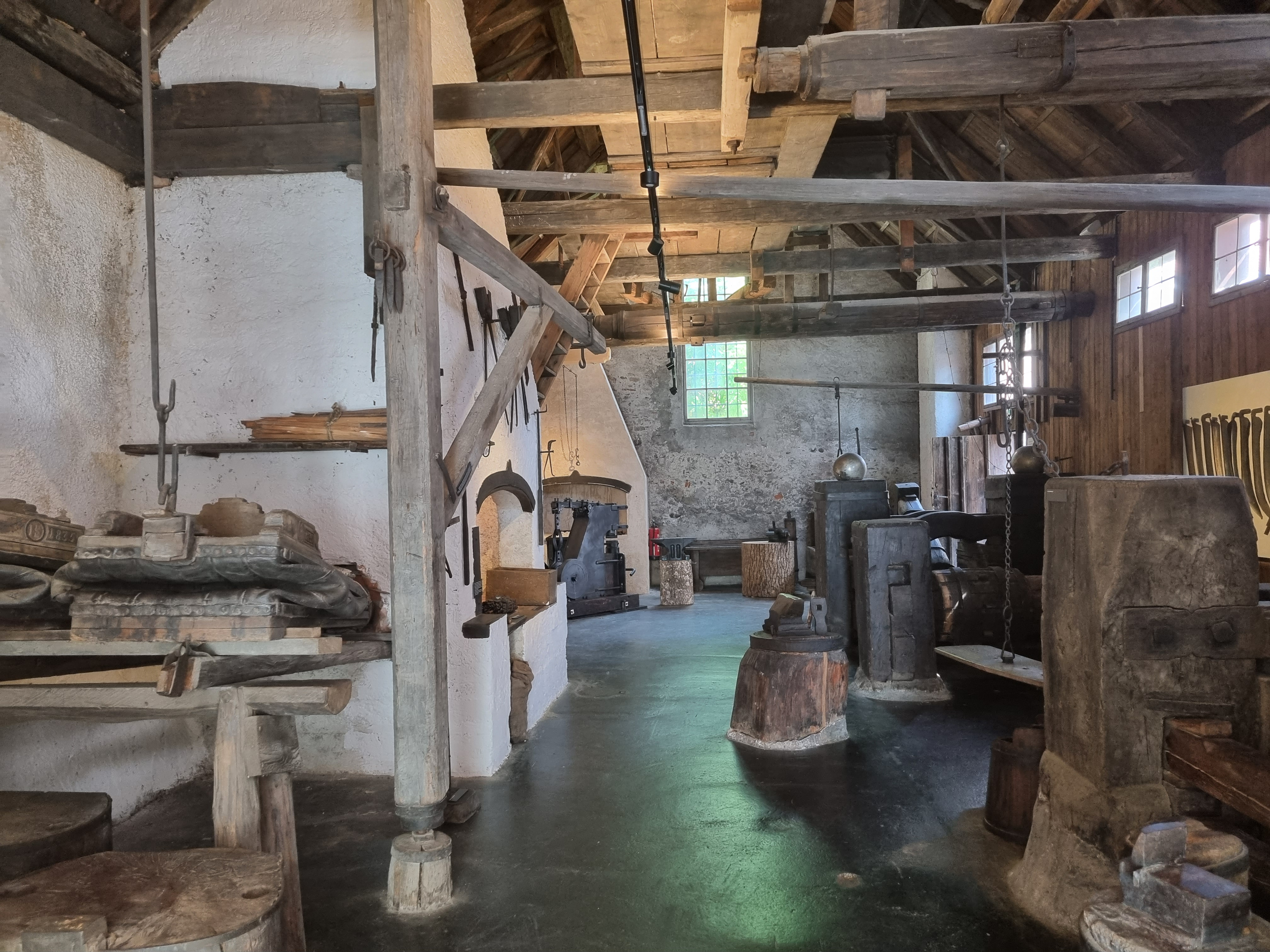
Die historische Schmiede im Stadtmuseum Steyr

### Veranstaltungen

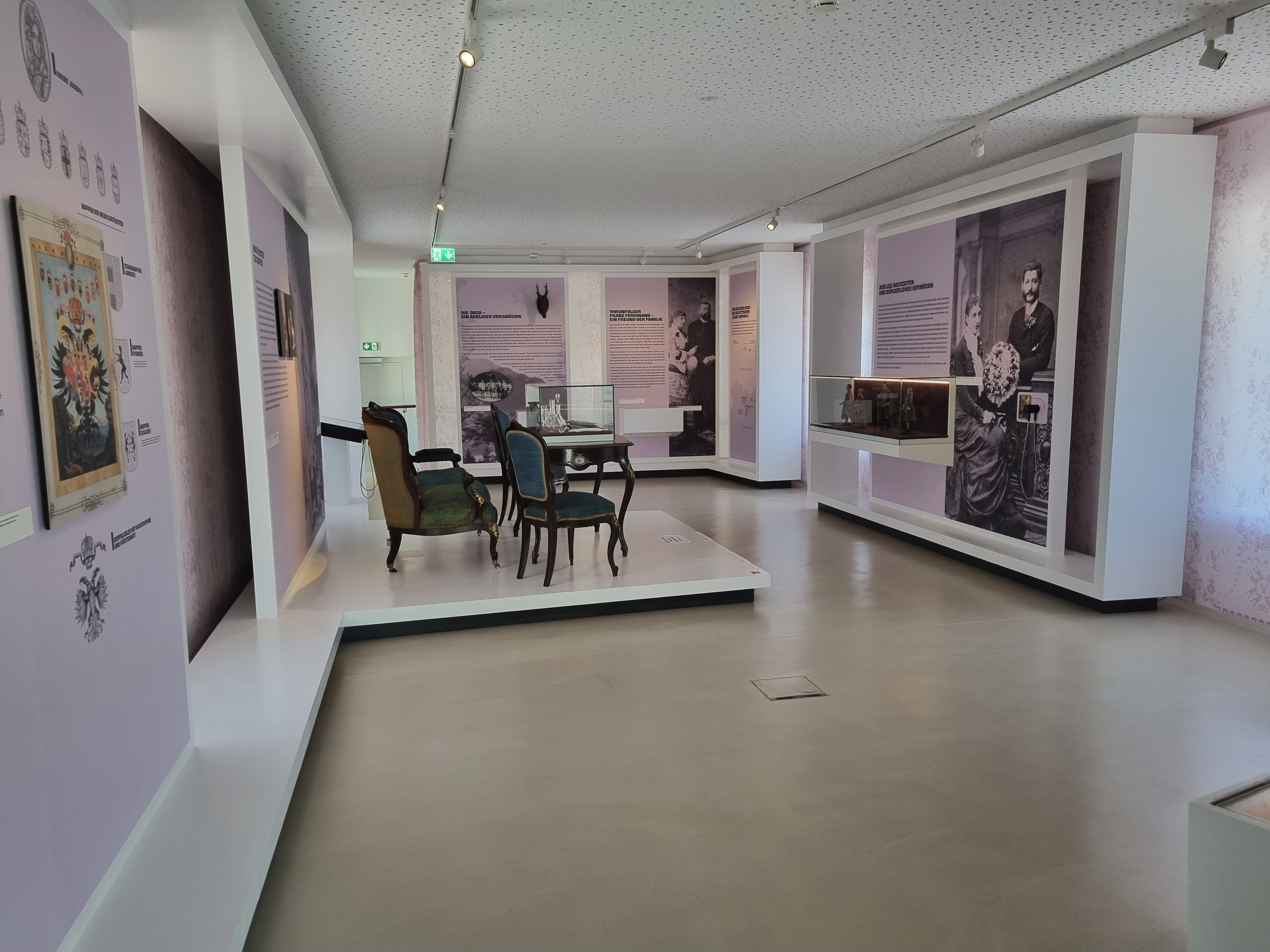
Seit 2021 ist der Raum über dem Neutor neugestaltet und der Familie Lamberg gewidmet

Das Stadtmuseum Steyr ist ein Ort für Veranstaltungen wie das Chorspektakel oder die Steyrer Literaturtage. Zum anderen werden Veranstaltungen wie Buchpräsentationen zu historischen Themen angeboten. Das Stadtmuseum Steyr ist auch bei der KinderUni Steyr sowie den Science Holidays dabei.